# Jacques-Émile Lafon

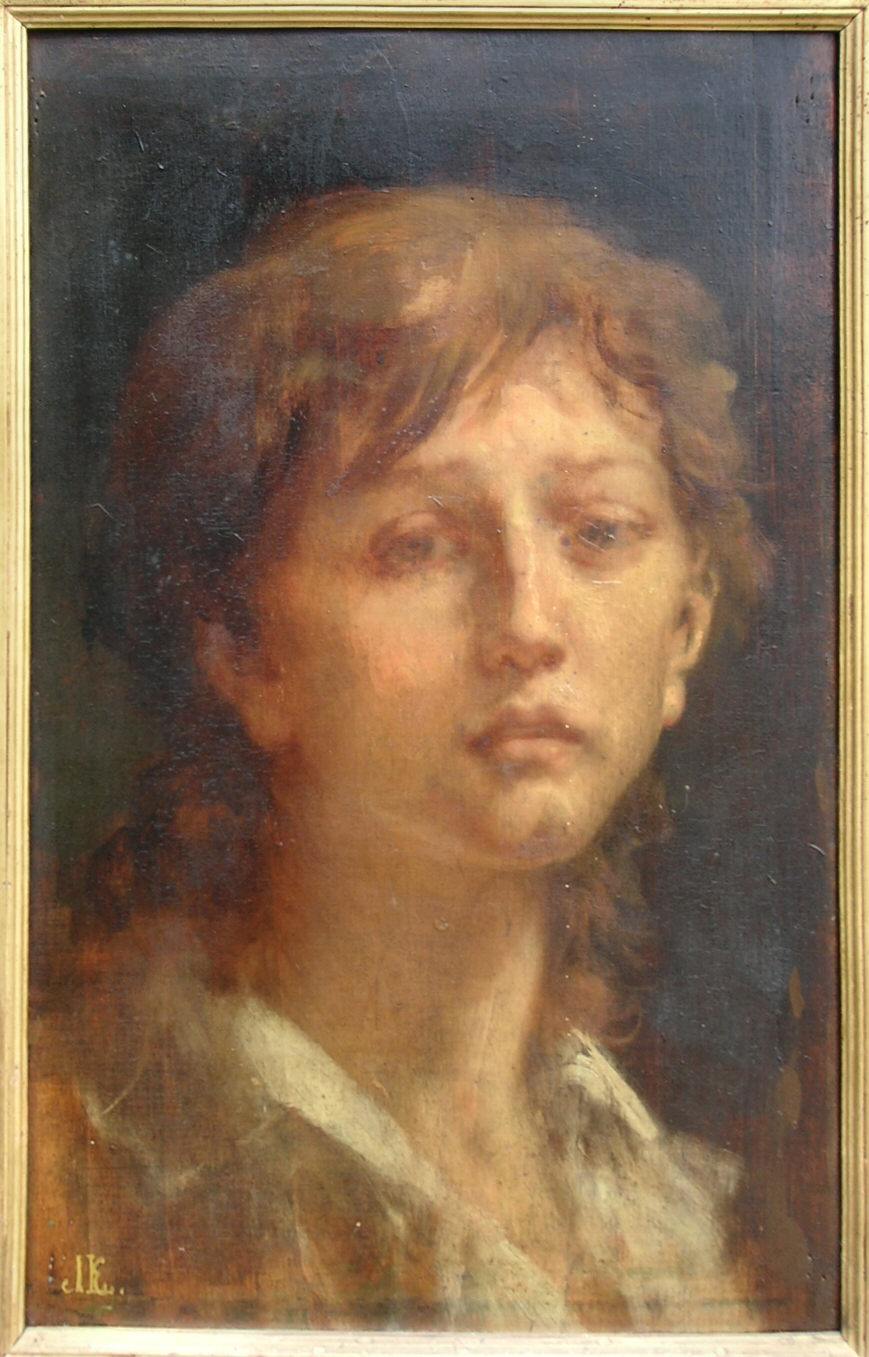
Ritratto di Luigi XVII, 1867

Jacques-Émile Lafon (Périgueux, 1817 – 1886) è stato un pittore francese.

## Biografia
Fu allievo di Antoine-Jean Gros e di Paul Delaroche e come loro fu un pittore accademico, apprezzato al tempo per i suoi dipinti religiosi.
Nel 1841 sposò Marie-Antoinette Choiselat-Gallien, dalla quale avrà sei figli, ed espose al Salon di Parigi ottenendo la medaglia d'oro per la Comunione della Vergine e San Pietro cammina sulle acque; nel 1859 ottenne la croce di cavaliere della Legion d'onore in riconoscimento della decorazione della cappella di Saint-François-Xavier nella chiesa di Saint-Sulpice a Parigi.
Ricevette numerose commissioni statali. Nel 1850 lo stato francese gli commissionò un dipinto murale per la Cappella della Vergine nella chiesa abbaziale dell'abbazia di Saint-Pierre de Brantôme. Nel 1868 dipinse La battaglia di Mentana, offerta dai cattolici francesi a papa Pio IX a ricordo dell'impresa garibaldina contro lo Stato pontificio sventata grazie alle armi francesi. Il papa gli rese una visita nel suo atelier decorandolo con le insegne dell'ordine di San Gregorio e poi concedendogli il titolo di conte romano. Il dipinto, già conservato nel Palazzo del Quirinale, finì poi in Vaticano. 
Molte sue opere sono conservate in diverse chiese francesi. Fra i suoi allievi si contano l'abate Joseph Bourigaud e Jean-Gustave Dose. Anche il suo quarto figlio, François Lafon (1846-?) fu pittore, allievo del padre e di Alexandre Cabanel. Espose nel Salon dal 1875 con soggetti allegorici, mitologici e religiosi; fece anche ritratti. Il suo stile è slanciato, grazioso, con un'impronta di sognante nostalgia.

## Alcune opere
- 1842: I discepoli di Emmaüs, chiesa di Excideuil
- 1844: Gesù cammina sulle acque accogliendo Pietro, chiesa di Saint-Front di Périgueux
- 1844 : Ritratto d'italiana, collezione privataf
- 1847: Ritratto di donna, collezione privata
- 1849: Salita al Calvario, cattedrale di Périgueux
- 1850: Mort de l'archevêque de Paris, monseigneur Affre, Musée di Rodez
- 1853: Ritratto del principe Presidente, Comune di Périgueux
- 1859: Cappella Saint François Xavier, Chiesa di Saint Sulpice di Parigi.
- 1861: San Giovanni evangelista dà la comunione alla Vergine, Musée d'art et d'archéologie du Périgord
- 1864: Ritratto dell'arcivescovo Fruchaud, Basilica di Saint-Martin de Tours
- 1867: Il delfino al Tempio, collezione privata
- 1876: Ritratto dell'arcivescovo Collet, Basilica di Saint-Martin de Tours
- 1880: Il buon samaritano, collezione privata